# Куреноя
Ку́рено́я (фин. Kurenoja) — ручей в России, протекает по территории Салминского сельского поселения Питкярантского района Карелии. Длина ручья — 14 км.
Ручей берёт начало из болота Савихаутоенсуо и далее течёт преимущественно в южном направлении по заболоченной местности.
Ручей в общей сложности имеет двадцать притоков суммарной длиной 19 км.
Впадает в реку Эняйоки на высоте выше 14,6 над уровнем моря.
Населённые пункты на ручье отсутствуют.
Название ручья переводится с финского языка как «ручей „гармошкой“».
Код объекта в государственном водном реестре — 01040300212202000011546.